# Фредерік Юліус Каас
Фредерік Юліус Каас (24 серпня 1758 — 11 січня 1827) — данський державний діяч, фактичний прем'єр-міністр країни 1814 року.